# Függetlenségi Párt (1874)
A Függetlenségi Párt egy magyarországi politikai párt volt.

## Története
1874-ben a Balközépnek a Deák-párttal való egyesülését ellenző volt Balközép-párti politikusok által létrehozott ellenzéki párt. Elnöke fennállása alatt mindvégig Mocsáry Lajos volt. A párt 1884-ben egyesült az Irányi Dániel vezette másik függetlenségi politikai erővel, a Negyvennyolcas Függetlenségi Párttal. Az új párt neve Függetlenségi és Negyvennyolcas Párt lett, melyben a pártelnöki tisztséget Irányi Dániel töltötte be 1892-ben bekövetkezett haláláig.